# Aeschynomene afraspera
Aeschynomene afraspera är en ärtväxtart som beskrevs av J.Leonard. Aeschynomene afraspera ingår i släktet Aeschynomene och familjen ärtväxter. Inga underarter finns listade i Catalogue of Life.